# 마멀레이드

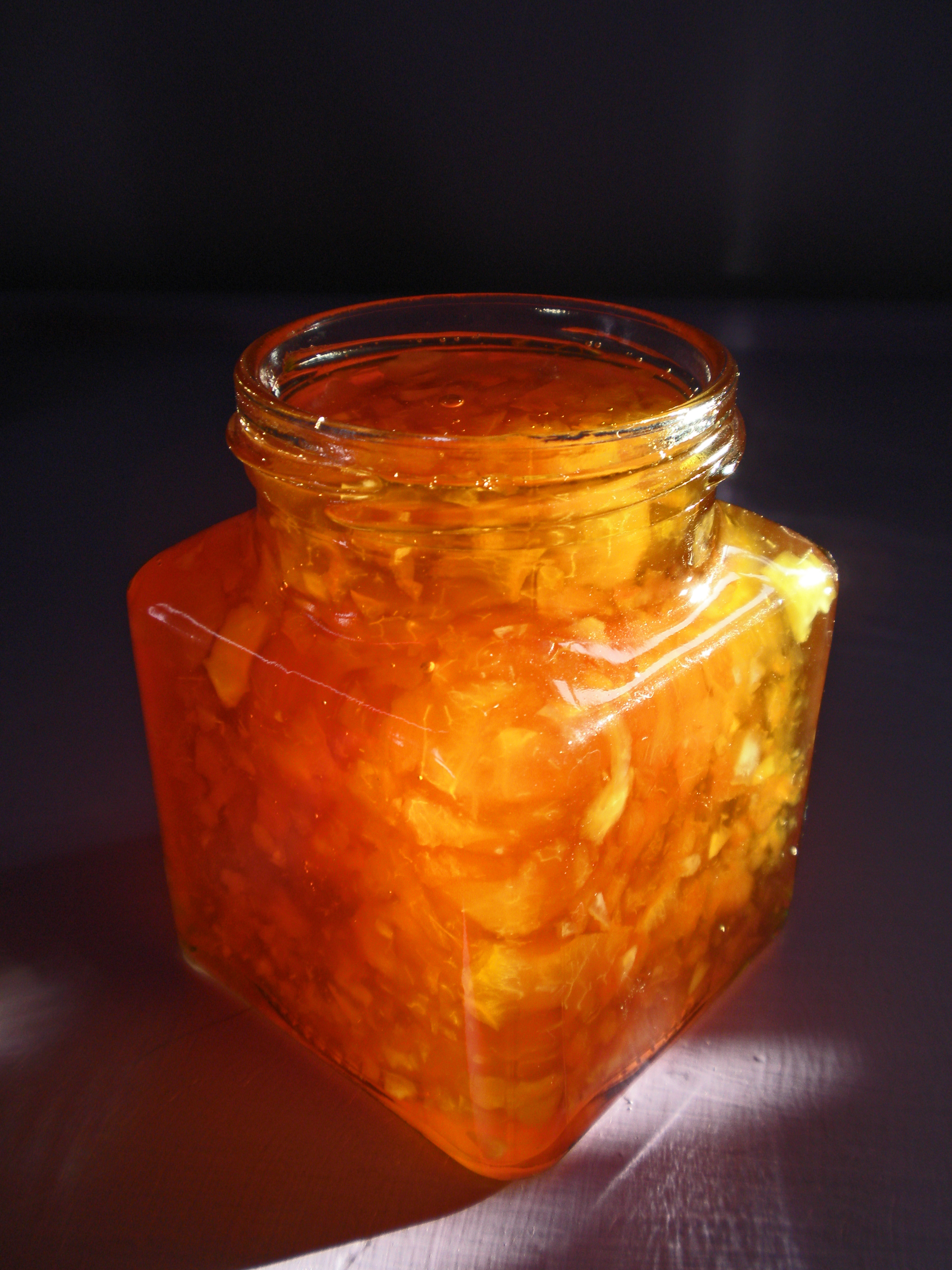
마멀레이드

마멀레이드(marmalade)는 과일에 설탕과 물, 일부 상품에서는 겔화제 등을 넣어 달콤하게 만든 보존 식품이다. 영미권에서 마멀레이드는 거의 신맛을 지닌 과일, 특히 오렌지를 이용해서 보관한 식품이라 여겨진다. 한국 요리의 청과 유사한 식품이다.

## 기원
옥스퍼드 영어 사전에 따르면, 마멀레이드는 잉글랜드에서 1480년에 등장하며, 프랑스의 마멜라드(프랑스어: marmelade)에서 빌렸지만, 사실 포르투갈어인 마르멜라다(marmelada)에서 유래하였다.

## 특징
영국식 마멀레이드는 쓴맛이 나지만, 미국식 마멀레이드는 달콤한 맛이 난다. 조리법은 껍질을 포함하여 얇게 저미거나 잘게 썬 과일을 부드러워질 때까지 끓인다. 실제로 마멀레이드는 껍질이 있는 잼으로 묘사된다. 마멀레이드는 영국식 아침식사처럼 대부분 구운 빵위에 발라서 먹는다. 영국에서는 마멀레이드 가공에 쓰이는 향이 있는 쓴귤을 "서빌 오렌지(Seville orange)"라 부르는데, 쓴귤이 스페인의 세비야에서 수입되었기 때문이다. 쓴귤은 일반 오렌지보다 펙틴의 함량이 높아서, 가공시 좋은 조건을 갖춘다. 마멀레이드는 레몬, 라임, 그레이프프루트, 딸기나 신맛나는 과일들을 섞어서 만들기도 한다.

## 같이 보기
- 마르멜라다
- 청

## 참고 문헌
- Allen, Brigid 《Cooper's Oxford: A history of Frank Cooper Limited》 (1989)
- Mathew, W. M. 《Keiller's Of Dundee: The Rise of the Marmalade Dynasty 1800-1879》
- 《The Secret History of Guernsey Marmalade》
- Wilson, C. Anne 《The Book of Marmalade》